# Ultimachelium barnardi
Ultimachelium barnardi is een vlokreeftensoort uit de familie van de Pachynidae. De wetenschappelijke naam van de soort is voor het eerst geldig gepubliceerd in 1993 door Alonso de Pina.